# Blue Moon Swamp
Blue Moon Swamp è il quinto album discografico in studio da solista di John Fogerty (voce dei Creedence Clearwater Revival), pubblicato nel 1997.

## Tracce
1. Southern Streamline – 3:56
2. Hot Rod Heart – 3:26
3. Blueboy – 4:04
4. A Hundred and Ten in the Shade – 4:19
5. Rattlesnake Highway – 4:17
6. Bring It Down to Jelly Roll – 2:37
7. Walking in a Hurricane – 3:41
8. Swamp River Days – 3:36
9. Rambunctious Boy – 3:51
10. Joy of My Life – 3:52
11. Blue Moon Nights – 2:33
12. Bad Bad Boy – 4:26

## Formazione
- John Fogerty - voce, chitarra acustica, chitarra elettrica, tamburello basco, lap steel guitar, organo Hammond, dobro, mandolino, sitar
- Donald Dunn - basso
- Kenny Aronoff - batteria, percussioni
- Michael Rhodes - basso
- Chester Thompson - batteria
- John Clayton - basso
- Chad Smith - batteria
- Luis Conte - percussioni, legnetti, maracas, tamburello basco
- Howie Epstein - basso
- Vinnie Colaiuta - batteria
- Phil Chen - basso
- Jeff Donavan - batteria
- Bob Glaub - basso
- Eddie Bayers - batteria
- Julia Waters, Maxine Waters, Oren Waters - cori

Note aggiuntive
- John Fogerty - produttore